# Банщикова, Анна Борисовна
А́нна Бори́совна Ба́нщикова (род. 24 января 1975, Ленинград, РСФСР, СССР) — российская актриса театра и кино. 

## Биография
Родилась 24 января 1975 года в Ленинграде (ныне — Санкт-Петербург).
Отец — Борис Банщиков, проживающий сейчас в Германии, ушёл из семьи, когда дочери было семь лет; мать — Полина Михайловна, из еврейской семьи, инженер-конструктор, воспитывала дочь в одиночку; бабушка (по отцу) — Полина Борисовна Банщикова (1922—2002), заслуженная артистка РСФСР (1980), с 1951 года была ведущей солисткой Ленинградского театра музыкальной комедии, преподавала вокальное мастерство на отделении театра музыкальной комедии в Ленинградском государственном институте театра, музыки и кинематографии (ЛГИТМиКе).
На решение внучки стать актрисой повлияла именно бабушка. С раннего детства Анна много времени проводила за кулисами театра, в котором служила Полина Борисовна. Учась в начальных классах средней школы, Анна три года занималась в балетной школе при Ленинградском академическом хореографическом училище имени А. Я. Вагановой, училась также в детской музыкальной школе по классу фортепиано.
В 1992 году окончила общеобразовательную среднюю школу № 254 Кировского района города Санкт-Петербурга и поступила в ЛГИТМиК (с 1993 года — СПбГАТИ).
В 1996 году окончила Санкт-Петербургскую государственную академию театрального искусства (СПбГАТИ) (мастерская Дмитрия Ханановича Астрахана).
С 1997 по 2010 годы работала в Санкт-Петербургском государственном академическом театре имени В. Ф. Комиссаржевской.
С 2018 года — в труппе театра «Современник».

### Семья
- Первый муж — Максим Леонидов (род. 13 февраля 1962), музыкант, певец, актёр, один из основателей бит-квартета «Секрет». Находились в официальном браке с 1999 по 2004 год. Общих детей нет[5]. Именно Банщиковой Леонидов посвятил песню «Девочка-видение»[6][7].
- Второй муж (с 2007) — Всеволод Шаханов, американский адвокат[1][7][8][9].
- Дети:
  - Сын — Михаил (род. 2007)[7][8][9].
  - Сын — Александр (род. 2009)[7][8][9].
  - Дочь — Мария (род. 2017)[7][9][10].

## Благотворительная деятельность
В 2015 году стала членом попечительского совета вместе с Максимом Галкиным и Николаем Басковым Благотворительного фонда помощи детям «Доброториум».

## Творчество

### Фильмография
| Год       |   | Название                                                                   | Роль |
| --------- | - | -------------------------------------------------------------------------- | --- |
| 1993      | ф | Ты у меня одна                                                             | эпизод |
| 1995      | ф | Всё будет хорошо!                                                          | Маша Савельева, мисс «Телевидение» |
| 1998      | с | Улицы разбитых фонарей (серия «Высокое напряжение»)                        | дежурная |
| 2000      | с | Империя под ударом (серия «Сашка-химик»)                                   | Ханна Клейфер, любовница Евно Азефа |
| 2001      | с | Агент национальной безопасности 3 (эпизод «Рекламная пауза»)               | Катя («Дребезделка»), ассистент режиссёра |
| 2001      | с | Агентство НЛС (серия № 5)                                                  | Саша, девушка в баре |
| 2001      | с | Ниро Вульф и Арчи Гудвин (серия «Летающий пистолет»)                       | Клара Джеймс |
| 2001      | с | По имени Барон                                                             | Марина |
| 2001      | с | Убойная сила 3 (серия «Предел прочности»)                                  | Лейла, дочь Асланбека |
| 2001      | с | Улицы разбитых фонарей 3 (серия «Эхо блокады»)                             | Альбина |
| 2003      | с | Женский роман                                                              | Наташа / Лолита |
| 2003      | с | Каменская 3 (серия «Когда боги смеются»)                                   | Женя Рубцова |
| 2003      | с | Лучший город Земли                                                         | Нелли Морозова |
| 2003—2004 | с | Мангуст                                                                    | Зося Цицелина по прозвищу «Муха», частный детектив |
| 2003      | с | Танцор                                                                     | Манка |
| 2004      | с | Потерявшие солнце                                                          | Людмила, подруга Анны Лисянской |
| 2004      | с | Холостяки                                                                  | Жанна |
| 2004      | с | Осторожно, Задов!                                                          | жена пациента в хирургии |
| 2005      | ф | Запасной инстинкт                                                          | Полина Светлова |
| 2005      | с | Лебединый рай                                                              | Маша по прозвищу «Чума», провинциальная девушка |
| 2005      | ф | Гарпастум                                                                  | Даша |
| 2005      | ф | Убить Бэллу                                                                | работник мэрии |
| 2005      | с | Фаворит                                                                    | Мария Фёдоровна |
| 2006      | с | Двое из ларца (серия «Аромат лжи»)                                         | Аня и Яна, сёстры-близнецы |
| 2006      | с | Евлампия Романова. Следствие ведёт дилетант 3 (серия «Хождение под мухой») | Надя Шевцова |
| 2006      | ф | Никаких других желаний                                                     | медсестра |
| 2006      | ф | Охота на пиранью                                                           | Виктория |
| 2006      | с | Сонька — Золотая ручка                                                     | Фейга, сестра Соньки |
| 2006      | с | Тайны следствия 6 (серия «Звуки музыки»)                                   | Лаура (Дарья Канавкина) |
| 2006      | ф | Танцуй…                                                                    | Ольга |
| 2006      | с | Тёмный инстинкт                                                            | Алиса Новлянская, приёмная дочь Марины Зверевой |
| 2007      | ф | Девять дней до весны                                                       | Тамара |
| 2008      | ф | Тушите свет                                                                | Вера |
| 2008      | ф | Эффект домино                                                              | Алёна Максимова, жена Евгения |
| 2009      | ф | Дом без выхода                                                             | Марьяна Фёдорова, подруга Тины Кирилловой |
| 2009      | с | Журов (серия «Шабес-гой»)                                                  | Стефания Гершакович (Степанида) |
| 2009      | с | Летучий отряд                                                              | Екатерина, подруга Натальи Кирсановой |
| 2009      | с | Сердце капитана Немова                                                     | Елена Сиверс |
| 2009      | с | Суд (серия «Трепанация сердца»)                                            | Софья Шумская |
| 2010      | с | Гаражи (серия «Несчастливый номер»)                                        | Леда |
| 2010      | ф | Если небо молчит                                                           | Татьяна Михеева |
| 2010      | с | Манипулятор                                                                | Анфиса Хваткова, психолог фирмы |
| 2010      | с | Побег                                                                      | Лариса, сестра «Логопеда» |
| 2010      | с | Полынь — трава окаянная                                                    | Анька |
| 2010      | с | Попытка Веры                                                               | Надежда Ковалёва |
| 2010      | с | Последняя минута (серия «Люби меня крепче»)                                | Катя, жена Игоря |
| 2010      | ф | Слон                                                                       | Марина, жена Зарезина |
| 2010      | ф | Что скрывает любовь                                                        | Елена Владимировна, жена Георгия Саранского |
| 2011—2013 | с | Бомбила                                                                    | Алёна Горохова, жена Артёма |
| 2011      | ф | Дублёрша                                                                   | Рита Воронцова и Лиля Корякина, сёстры-близнецы |
| 2011      | с | Жуков                                                                      | Галина Александровна Семёнова, медсестра, последняя жена маршала Жукова                                                                                     |
| 2011      | с | Краткий курс счастливой жизни                                              | руководитель семинара |
| 2011      | с | Купидон                                                                    | Виктория Одинцова |
| 2011      | с | Хранимые судьбой                                                           | Любовь Ярославовна Лаврова, врач |
| 2012      | с | Эффект Богарне                                                             | Ольга Скворцова, жена Игоря |
| 2012      | с | Развод                                                                     | Милена, дочь Регины |
| 2012      | ф | С Новым годом, мамы!                                                       | Марина, сестра Ксении |
| 2012      | с | Топтуны                                                                    | Елена Копрова, бывшая сестра Сергея |
| 2012      | ф | У Бога свои планы                                                          | Зоя |
| 2013      | ф | Жажда                                                                      | Марина, мачеха Кости |
| 2013      | с | Умник                                                                      | камео |
| 2013      | с | Людмила                                                                    | Светлана |
| 2013      | с | Майор полиции                                                              | Зинаида Дмитриевна Пашина, медсестра психбольницы |
| 2013      | ф | Лёгок на помине                                                            | Анастасия |
| 2013      | с | Не женское дело (серия «Разная любовь»)                                    | Светлана Воробьёва |
| 2013      | с | Семейные обстоятельства                                                    | Екатерина Романова, мать-одиночка |
| 2014      | с | Волчье солнце                                                              | Марыся |
| 2014      | ф | Майя                                                                       | Анна Николаевна Вахрушина, директор школы |
| 2014      | ф | Не покидай меня, Любовь                                                    | Алла, жена Николая |
| 2014      | ф | Под каблуком                                                               | Марина |
| 2015      | с | Непридуманная жизнь                                                        | Зоя Ивановна Огородникова, директор рынка |
| 2015      | ф | Алмазы Сталина                                                             | Имя персонажа не указано |
| 2015      | ф | Питер-Москва                                                               | Елизавета, авиадиспетчер, сестра Анны |
| 2015      | с | Точки опоры                                                                | Юлия, эксперт-криминалист |
| 2016—2025 | с | Ищейка                                                                     | Александра Ивановна Кушнир, начальник уголовного розыска города Дивноморска, в последствии города Геленджика, подполковник, в последствии полковник полиции |
| 2016      | ф | Крылья                                                                     | Людмила Черенкова |
| 2017      | с | Доктор Рихтер                                                              | Варвара, мать Нины |
| 2017      | ф | Про любовь. Только для взрослых                                            | Елена, мать Ани |
| 2018      | ф | Пришелец                                                                   | Анна, психолог в ЦУПе |
| 2018      | ф | Колдовское озеро                                                           | Виктория Леонидовна Пекарская, и.о. мэра, кандидат в мэры                                                                                                   |
| 2018      | ф | Тёмная сторона света                                                       | Любовь Григорьевна Сторожева, капитан юстиции, следователь по особо важным делам                                                                            |
| 2018      | ф | Пилигрим                                                                   | врач |
| 2019      | ф | Перелётные птицы                                                           | Юлия Захаровна Кондратьева (в девичестве — Домрачёва), дочь олигарха                                                                                        |
| 2019      | с | Отчаянные                                                                  | Рита Гарай |
| 2019      | ф | Бабочки и птицы                                                            | Ольга (Ляля) Игоревна Калитина, совладелица компании |
| 2020      | ф | Тёмная сторона света 2                                                     | Любовь Григорьевна Сторожева, капитан юстиции, следователь по особо важным делам                                                                            |
| 2021      | с | Подражатель                                                                | Шелестяк |
| 2022      | ф | Тёмная сторона света 3                                                     | Любовь Григорьевна Сторожева, капитан юстиции, следователь по особо важным делам                                                                            |
| 2022      | с | Ваша тётя Люси́                                                             | Ольга, племянница тёти Люси́ (Людмилы Ренье) |
| 2023      | с | Бедные Абрамовичи                                                          | Алла |
| 2023      | с | Кино про бандитов                                                          | Люда |

### Роли в театре

#### Санкт-Петербургский государственный академический театр имени В. Ф. Комиссаржевской
- 1997 — «Прощай, клоун!» по пьесе В. М. Вербина по мотивам киносценария «Дорога» Ф. Феллини (режиссёр: В. В. Воробьёв) — монашка, балерина Аида
- 1997 — «Дон-Жуан приходит с войны» по одноимённой пьесе Эдёна фон Хорвата (режиссёр: Л. Гоги-Гориевский) — дочь, сестра милосердия
- 1999 — «Месяц в деревне» по одноимённой пьесе И. С. Тургенева (режиссёр: В. В. Гришко) — Верочка, воспитанница Натальи Петровны, 17 лет
- 2000 — «Смерть коммивояжёра» по одноимённой пьесе А. Миллера (режиссёр: В. Р. Фурманов)
- 2000 — «Близнецы» по пьесе Жана-Жака Брикера и Мориса Ласега (режиссёр: А. Исаков) — Ева
- 2001 — «Вор в раю» по пьесе «Никто, или Вор в раю» Эдуардо де Филиппо (режиссёр: А. Горбатый) — Нинучча
- 2002 — «Оркестр» по одноимённой пьесе Ж. Ануя (режиссёр: А. Горенштейн) — Памела
- 2002 — «Буря» по одноимённой пьесе У. Шекспира (режиссёр: А. Морфов (Болгария)) — Миранда, дочь Просперо
- 2004 — «Дон Жуан» по мотивам одноимённой пьесы Ж.-Б.Мольера (режиссёр: Александр Морфов (Болгария); премьера — 30 января 2004) — донна Анна, дочь дона Жуана, невеста дона Оттавио
- 2005 — «Лето и дым» по одноимённой пьесе Т. Уильямса (режиссёр: А. Ю. Бельский) — Роза Гонзалес
- 2006 — «Сон в летнюю ночь» по одноимённой пьесе У. Шекспира (режиссёр: А. Морфов (Болгария)) — Титания, царица фей и эльфов

#### Московский Художественный театр имени А. П. Чехова
- 2008 — «Крейцерова соната» по одноимённой повести Л. Толстого (режиссёр: А. Ю. Яковлев; премьера — 2 декабря 2008) — Полина, она же Дама
- 2012—2013 — «Прошлым летом в Чулимске» по одноимённой пьесе А. В. Вампилова (режиссёр: С. В. Пускепалис; премьера — 26 мая 2012) — Зинаида Павловна Кашкина
- 2013 — «Начнём всё сначала» по пьесе Энни Бейкера (режиссёр: Адриан Джурджиа; премьера — 12 апреля 2013) — Тереза

#### Московский драматический театр «Современник»
- 2015 — по настоящее время — «Загадочное ночное убийство собаки» по одноимённой пьесе Саймона Стивенса по мотивам одноимённого романа британского писателя М. Хэддона (режиссёр: Е. М. Перегудов; премьера — 3 марта 2015) — Джуди Бун, мать Кристофера[20]

## Награды
- 2019 — лауреат премии XXI Международного фестиваля детективных фильмов и телепрограмм правоохранительной тематики «DetectiveFEST», проходившего в Москве с 22 по 28 апреля 2019 года — за харизматичное исполнение положительной роли в фильме; за роль Александры Кушнир в телесериале «Ищейка 3»[21].